# Доубрава
Доубрава (чеш. Doubrava) — река в Центральной Европе, протекает по территории Чехии, впадает в реку Лаба (Эльба). Длина — 88,34 км, а площадь водосборного бассейна — 591,4 км², средний расход воды 3,75 м³/с.
Берёт начало в лесу западнее озера Вельке Даржко. Течёт в северо-западном направлении. Впадает в Лабу у населённого пункта Заборжи над Лабем.

## Притоки
- Брсленка
- Гостачовка